# جنیفر ایساکو
جنیفر ایساکو (انگلیسی: Jennifer Isacco؛ زادهٔ ۲۷ فوریهٔ ۱۹۷۷) ورزشکار بابسلد اهل ایتالیا است.
وی در مسابقات کشوری و بین‌المللی در مجموع برندهٔ ۱ مدال نقره، ۱ مدال برنز شده‌است.